# Hsu Shin
Maung Hsu Shin (en birmano: ဆုရှင်,  Myaungmya, Birmania británica, 1 de enero de 1932-Rangún, 2 de junio de 2009) Maung Su Shin o Myo Thant, fue un  escritor birmano conocido sobre todo por sus trabajos científicos. Estudió en la Universidad de Rangún, la Universidad de Siracusa y la Universidad de Boston.